# التمیرانو، چیاپاس
التمیرانو، چیاپاس (به اسپانیایی: Altamirano, Chiapas) یک منطقهٔ مسکونی در مکزیک است که در چیاپاس واقع شده‌است.

## خصوصیات
التمیرانو ۶٬۱۵۵ نفر جمعیت دارد.